# 5 Korpus Powietrznodesantowy (ZSRR)
5 Korpus Powietrznodesantowy (ros. 5-й воздушно-десантный корпус) – wyższy związek taktyczny Armii Czerwonej.
5 Korpus Powietrznodesantowy (5 KPD) utworzony został w marcu 1941 roku. Początkowo 5 KPD liczył 10 000 spadochroniarzy stacjonujących na północ od Dyneburga, jednak nie byli oni w pełni wyekwipowani. Od 22 czerwca 1941 roku podlegał dowódcy Frontu Północno-Zachodniego. W czasie niemieckiego ataku na Związek Radziecki, żołnierze 5 KPD od 25 czerwca prowadzili działania obronne prawdopodobnie w rejonie Poniewieża. Później walczyli o odbicie Dyneburga. Następnie 5 KPD został wycofany z fronu na głębokie tyły i nie podlegał już dowództwu Frontu Północno-Zachodniego. 
Ponieważ Grupa Pancerna Guderiana przełamała front pod Orłem, łącznie samolotami TB-3 i PS-84 przetransportowano na zagrożony odcinek 5440 żołnierzy z 5 KPD wraz z bronią wśród której tyło 10 dział. Spadochroniarze mieli za zadanie chronić koncentację 1 Gwardyjskiego Korpusu Strzeleckiego. Po walkach w rejonie Orła, front ustabilizował się 14 października 1941 roku w rejonie Mcenska. Po licznych walkach 5 KPD został wycofany z frontu w styczniu 1942 roku. Po uzupełnieniach przeorganizowany roztał w połowie 1942 roku w 39 Gwardyjską Dywizję Strzelecką. 

## Dowódcy korpusu
- gen. por. Iwan Biezugłyj[2]

## Struktura organizacyjna
Skład w 1941 roku:
- 9 Brygada Powietrznodesantowa
- 10 Brygada Powietrznodesantowa
- 201 Brygada Powietrznodesantowa